# Alex Welsh
Alex Welsh (ur. 19 lipca 1994 w Westminster) – amerykański koszykarz, występujący na pozycjach niskiego lub silnego skrzydłowego, obecnie zawodnik BC Winterthur.
28 lipca 2016 został zawodnikiem Siarki Tarnobrzeg. 7 września 2017 podpisał umowę ze szwajcarskim BC Winterthur.

## Osiągnięcia
Stan na 14 marca 2017, na podstawie, o ile nie zaznaczono inaczej.
NCAA Division II
- Zaliczony do:
  - I składu:
    - konferencji Rocky Mountain Athletic (RMAC – 2015, 2016)
    - turnieju RMAC (2014)[4]

  - II składu:
    - RMAC (2014)
    - NABC All-District South Central (2016)[5]